# O soldado em queda

Título original: Miliciano Leal no Momento da Morte, Cerro Muriano, 5 de setembro de 1936

The Falling Soldier (título completo: Miliciano Leal no Momento da Morte, Cerro Muriano, 7 de setembro de 1936) é uma foto em preto e branco de Robert Capa, alegadamente tirada no sábado, 5 de setembro de 1936. Diz-se que retrata a morte de um soldado da Federação Ibérica Republicana da Juventude Libertária (FIJL), durante a Batalha de Cerro Muriano na Guerra Civil Espanhola. O soldado da foto foi posteriormente declarado ser o miliciano anarquista Federico Borrell García.
A foto parece capturar um soldado republicano no momento de sua morte. O soldado é mostrado caindo para trás depois de ser morto com um tiro na cabeça, com seu rifle escorregando de sua mão direita. O soldado na foto está vestido com roupas civis, mas usa um cinto de couro. Depois de sua publicação, a foto foi aclamada como uma das maiores já tiradas, mas desde a década de 1970, surgiram grandes dúvidas sobre a sua autenticidade devido à sua localização, à identidade do seu tema e à descoberta de fotos encenadas tiradas na mesma. hora e local.
Uma edição impressa está no acervo do Metropolitan Museum of Art, de Nova York.